# Abby
Abby é um filme dos Estados Unidos dirigido por William Girdler e lançado em 1974.